# Campionato nordamericano maschile di pallavolo 1975
Il IV campionato nordamericano maschile di pallavolo si è svolto dal 3 all'8 agosto 1975 a Los Angeles, negli Stati Uniti. Al torneo hanno partecipato 5 squadre nazionali nordamericane e la vittoria finale è andata per la terza volta a Cuba.

## Classifica finale
| Classifica | Squadre     | Qualificazione             |
| ---------- | ----------- | -------------------------- |
|            | Cuba        | Giochi della XXI Olimpiade |
|            | Messico     |                            |
|            | Stati Uniti |                            |
| 4          | Canada      |                            |
| 5          | Haiti       |                            |